# تيم سالمون
تيم سالمون (بالإنجليزية: Tim Salmon)‏ هو لاعب كرة قاعدة أمريكي، ولد في 24 أغسطس 1968 في لونغ بيتش في الولايات المتحدة.

## وصلات خارجية
- تيم سالمون على موقعبيزبول رفرنس.كوم (الدوري الرئيسي) (الإنجليزية)
- تيم سالمون على موقعبيزبول رفرنس.كوم (الدوري الثانوي) (الإنجليزية)
- تيم سالمون على موقع مشجعي الرسوم البيانية (الإنجليزية)